# Tettigometra hexaspina
Tettigometra hexaspina är en insektsart som beskrevs av Friedrich Anton Kolenati 1857. Tettigometra hexaspina ingår i släktet Tettigometra och familjen Tettigometridae. Inga underarter finns listade i Catalogue of Life.